# Rüdiger von Heyking

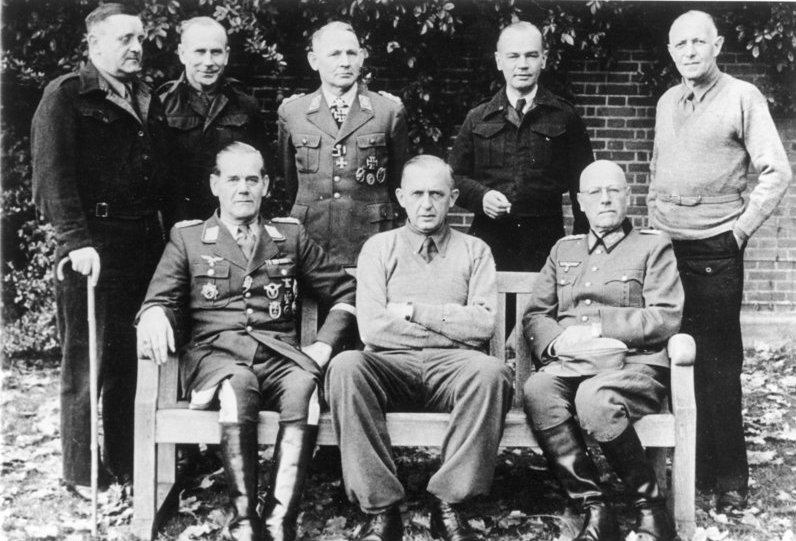
Rüdiger von Heyking (Links auf der Bank sitzend)

Rüdiger von Heyking (* 10. Januar 1894 in Rastenburg; † 18. Februar 1956 in Bad Godesberg) war ein deutscher Offizier, zuletzt Generalleutnant im Zweiten Weltkrieg.

## Leben
Rüdiger entstammte der Ende des 15. Jahrhunderts im Baltikum heimisch gewordenen Familie von Heyking.
Er trat am 22. März 1914 aus dem Kadettenkorps kommend als Leutnant in das Infanterie-Regiment „Herzog von Holstein“ (Holsteinisches) Nr. 85 ein. Mit Ausbruch des Ersten Weltkriegs kam Heyking mit seinem Regiment an der Westfront zum Einsatz, wo er zunächst als Zug-, dann als Kompanieführer fungierte. Im September 1917 absolvierte er dann bis 30. Januar 1918 bei der Fliegertruppe einen Beobachterlehrgang.
Vom 1. Februar 1940 bis 9. November 1941 war er Geschwaderkommodore des Kampfgeschwaders z.b.V. 2 und wurde anschließend bis November 1942 Kommandeur des Luftlandegeschwaders 1.
Anschließend war er bis November 1943 Kommandeur der 6. Luftwaffen-Felddivision (später 6. Feld-Division (L)). Die 6. Luftwaffen-Felddivision wurde an der Ostfront bei Heeresgruppe Mitte eingesetzt. Ab Mai 1944 war er Kommandeur der 6. Fallschirmjäger-Division und geriet im September desselben Jahres im Kessel von Mons in Kriegsgefangenschaft. Er verbrachte einen Teil der Gefangenschaft in Trent Park, einem speziell überwachten Lager für hochrangige Offiziere. Später wurde er der Sowjetunion übergeben und Ende 1955 aus der Kriegsgefangenschaft entlassen.

## Auszeichnungen
- Eisernes Kreuz (1914) II. und I. Klasse[3]
- Preußisches Beobachterabzeichen[3]
- Preußisches Militärflugzeugführerabzeichen[3]
- Verwundetenabzeichen (1918) in Schwarz[3]
- Spange zum Eisernen Kreuz II. und I. Klasse
- Deutsches Kreuz in Gold am 26. Dezember 1943[4]